# Stubbs' New Servants
Stubbs' New Servants è un cortometraggio muto del 1911 diretto da Mack Sennett. È l'ultimo film della breve carriera (durata solo due anni) di Stephanie Longfellow.

## Trama
I vecchi domestici lasciano la casa degli Stubbs per sposarsi. I due coniugi, allora, decidono di sbrigare le faccende domestiche da soli ma, ben presto, si stufano di quel lavoro e, uno all'insaputa dell'altra, assumono ognuno un domestico. Così, quando un giorno il signor Stubb vede quella che lui crede la moglie tra le braccia del giardiniere e la signora Stubb, dalla finestra, vede quello che lei crede essere il marito tra le braccia di un'altra, una tempesta sta per scoppiare in famiglia. Finché non si scopre l'arcano, il mistero viene svelato e, tra marito e moglie, ritorna la pace.

## Produzione
Il cortometraggio fu prodotto dalla Biograph Company.

## Distribuzione
Il film, un cortometraggio di 150 metri distribuito dalla General Company, uscì nelle sale cinematografiche statunitensi il 3 luglio 1911. Nelle proiezioni, veniva programmato con il sistema dello split reel, accorpato in un'unica bobina con un altro cortometraggio della Biograph diretto da Mack Sennett, la commedia The Wonderful Eye.